# 2006-os Formula–1 kínai nagydíj
A kínai nagydíj volt a 2006-os Formula–1 világbajnokság tizenhatodik futama, amelyet 2006. október 1-jén rendeztek meg a kínai Shanghai International Circuiten, Sanghajban.

## Pénteki versenyzők
| Csapat/Motor        | Versenyző           |
| ------------------- | ------------------- |
| Williams-Cosworth   | Alexander Wurz      |
| Honda               | Anthony Davidson    |
| Red Bull-Ferrari    | Michael Ammermüller |
| BMW Sauber          | Sebastian Vettel    |
| Spyker MF1-Toyota   | Alexandre Prémat    |
| Toro Rosso-Cosworth | Neel Jani           |
| Super Aguri-Honda   | Franck Montagny     |

## Időmérő edzés
Az esős időmérőn Fernando Alonso szerezte meg az első rajtkockát. Giancarlo Fisichella a második helyen végzett Rubens Barrichello előtt, míg Michael Schumacher csak a hatodik lett az esőt nehezen viselő Bridgestone gumik miatt.
| Helyezés | Versenyző            | Csapat/Motor        | 1. rész  | 2. rész  | 3. rész  |
| -------- | -------------------- | ------------------- | -------- | -------- | -------- |
| 1        | Fernando Alonso      | Renault             | 1:44.128 | 1:43.951 | 1:44.360 |
| 2        | Giancarlo Fisichella | Renault             | 1:44.378 | 1:44.336 | 1:44.992 |
| 3        | Rubens Barrichello   | Honda               | 1:47.072 | 1:45.228 | 1:45.503 |
| 4        | Jenson Button        | Honda               | 1:45.809 | 1:44.662 | 1:45.503 |
| 5        | Kimi Räikkönen       | McLaren-Mercedes    | 1:44.909 | 1:45.622 | 1:45.754 |
| 6        | Michael Schumacher   | Ferrari             | 1:47.366 | 1:45.660 | 1:45.775 |
| 7        | Pedro de la Rosa     | McLaren-Mercedes    | 1:44.808 | 1:45.095 | 1:45.877 |
| 8        | Nick Heidfeld        | BMW Sauber          | 1:46.249 | 1:45.055 | 1:46.053 |
| 9        | Robert Kubica        | BMW Sauber          | 1:46.049 | 1:45.576 | 1:46.632 |
| 10       | Robert Doornbos      | Red Bull-Ferrari    | 1:46.387 | 1:45.747 | 1:48.021 |
| 11       | Scott Speed          | Toro Rosso-Cosworth | 1:46.222 | 1:45.851 |          |
| 12       | David Coulthard      | Red Bull-Ferrari    | 1:45.931 | 1:45.968 |          |
| 13       | Vitantonio Liuzzi    | Toro Rosso-Cosworth | 1:45.564 | 1:46.172 |          |
| 14       | Mark Webber          | Williams-Cosworth   | 1:48.560 | 1:46.413 |          |
| 15       | Nico Rosberg         | Williams-Cosworth   | 1:47.535 | 1:47.419 |          |
| 16       | Ralf Schumacher      | Toyota              | 1:48.894 |          |          |
| 17       | Jarno Trulli         | Toyota              | 1:49.098 |          |          |
| 18       | Tiago Monteiro       | Spyker MF1-Toyota   | 1:49.903 |          |          |
| 19       | Jamamoto Szakon      | Super Aguri-Honda   | 1:55.560 |          |          |
| 20       | Felipe Massa*        | Ferrari             | 1:47.231 | 1:45.970 |          |
| 21       | Szató Takuma*        | Super Aguri-Honda   | 1:50.326 |          |          |
| 22       | Christijan Albers*   | Spyker MF1-Toyota   | 1:49.542 |          |          |

* Felipe Massa és Szató Takuma tízhelyes rajtbüntetést kapott motorcsere miatt, Christijan Albers pedig csak a huszonkettedik helyről indulhatott a versenyen.

## Futam

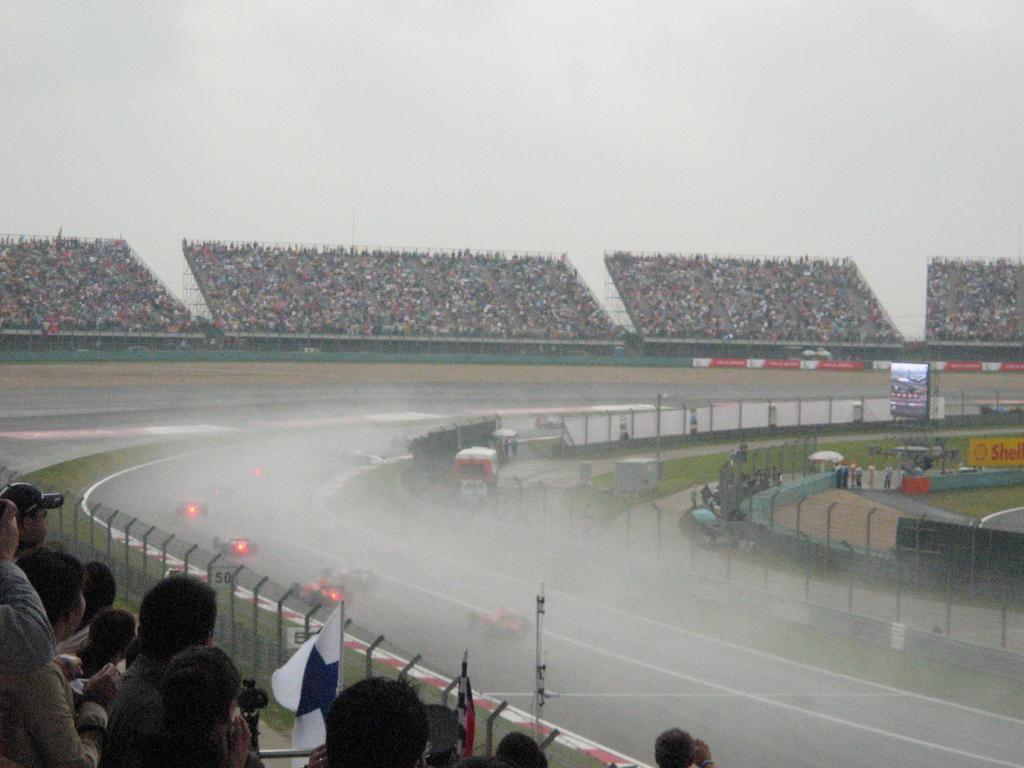
A pálya első kanyarjában a mezőny eső közben

A futam kezdete esős volt, ahogy azonban kezdett felszáradni a pálya, úgy egyre gyorsabbak lettek a Bridgestone-os csapatok autói. Schumacher a 9. körben megelőzte Barrichellót, majd később Buttont is, megszerezve ezzel a negyedik helyet. Räikkönen a versenyen megelőzte Fisichellát is, azonban mechanikai probléma miatt kiállni kényszerült. Alonso előnye gumiproblémái miatt egyre csökkent Fisichellával és Schumacherrel szemben, míg végül mindketten megelőzték. A második boxkiálláskor Schumacher ment ki először, már száraz gumiért, nem sokkal Fisichella követte, akit a boxkiállása utáni első kanyarban megelőzte a német. Alonso az utolsó körökben ismét kezdett felzárkózni, és megelőzte Fisichellát. A további pontszerzők Fisichella, Button, de la Rosa, Barrichello, Heidfeld és Webber lettek. A leggyorsabb kör Alonsóé lett. (1:37.586) Szatót a verseny után diszkvalifikálták, mert balesetet okozott az utolsó körökben, Alberst pedig 25 másodperces büntetéssel sújtották, mivel nem vette figyelembe a kék zászlót.
A verseny után pontegyenlőség állt elő a két rivális között, Schumacher azonban több futamgyőzelme miatt átvette a vezetést Alonsótól.
| Helyezés | Rajtszám | Versenyző            | Csapat/Motor        | Futott kör | Idő/Kiesés oka  | Rajthely | Pont |
| -------- | -------- | -------------------- | ------------------- | ---------- | --------------- | -------- | ---- |
| 1        | 5        | Michael Schumacher   | Ferrari             | 56         | 1h37:32.747     | 6        | 10   |
| 2        | 1        | Fernando Alonso      | Renault             | 56         | + 3.121         | 1        | 8    |
| 3        | 2        | Giancarlo Fisichella | Renault             | 56         | + 44.197        | 2        | 6    |
| 4        | 12       | Jenson Button        | Honda               | 56         | + 1:12.056      | 4        | 5    |
| 5        | 4        | Pedro de la Rosa     | McLaren-Mercedes    | 56         | + 1:17.137      | 7        | 4    |
| 6        | 11       | Rubens Barrichello   | Honda               | 56         | + 1:19.131      | 3        | 3    |
| 7        | 16       | Nick Heidfeld        | BMW Sauber          | 56         | + 1:31.979      | 8        | 2    |
| 8        | 9        | Mark Webber          | Williams-Cosworth   | 56         | + 1:43.588      | 14       | 1    |
| 9        | 14       | David Coulthard      | Red Bull-Ferrari    | 56         | + 1:43.796      | 12       |      |
| 10       | 20       | Vitantonio Liuzzi    | Toro Rosso-Cosworth | 55         | + 1 kör         | 13       |      |
| 11       | 10       | Nico Rosberg         | Williams-Cosworth   | 55         | + 1 kör         | 15       |      |
| 12       | 15       | Robert Doornbos      | Red Bull-Ferrari    | 55         | + 1 kör         | 10       |      |
| 13       | 17       | Robert Kubica        | BMW Sauber          | 55         | + 1 kör         | 9        |      |
| 14       | 21       | Scott Speed          | Toro Rosso-Cosworth | 55         | + 1 kör         | 11       |      |
| 15       | 19       | Christijan Albers*   | Spyker MF1-Toyota   | 53         | + 3 kör         | 22       |      |
| 16       | 23       | Jamamoto Szakon      | Super Aguri-Honda   | 52         | + 4 kör         | 19       |      |
| Ki       | 7        | Ralf Schumacher      | Toyota              | 49         | Olajnyomás      | 16       |      |
| Ki       | 6        | Felipe Massa         | Ferrari             | 44         | Ütközés         | 20       |      |
| Ki       | 8        | Jarno Trulli         | Toyota              | 38         | Sűrített levegő | 17       |      |
| Ki       | 18       | Tiago Monteiro       | Spyker MF1-Toyota   | 37         | Kicsúszás       | 18       |      |
| Ki       | 3        | Kimi Räikkönen       | McLaren-Mercedes    | 18         | Gázpedál        | 5        |      |
| Kiz      | 22       | Szató Takuma†        | Super Aguri-Honda   | 55         | + 1 kör         | 21       |      |

* Christijan Albers huszonöt másodperces időbüntetést kapott a kék zászló többszöri figyelmen kívül hagyásáért.
† Szató Takumát a verseny után kizárták az utolsó körben okozott balesete miatt.

## A világbajnokság élmezőnyének állása a verseny után
| H | Versenyzők           | Pont | H | Konstruktőrök    | Pont |
| - | -------------------- | ---- | - | ---------------- | ---- |
| 1 | Michael Schumacher   | 116  | 1 | Renault          | 179  |
| 2 | Fernando Alonso      | 116  | 2 | Ferrari          | 178  |
| 3 | Giancarlo Fisichella | 63   | 3 | McLaren-Mercedes | 101  |
| 4 | Felipe Massa         | 62   | 4 | Honda            | 73   |
| 5 | Kimi Räikkönen       | 57   | 5 | BMW Sauber       | 35   |

## Statisztikák
Vezető helyen:
- Fernando Alonso: 28 (1-22 / 24-29)
- Giancarlo Fisichella: 13 (23 / 30-41)
- Michael Schumacher: 15 (42-56)

Michael Schumacher 91. (R) győzelme, Fernando Alonso 15. pole-pozíciója, 7. leggyorsabb köre.
- Michael Schumacher utolsó 1. helyezése.
- Ferrari 191. győzelme.